# 가경절
가경절(嘉慶節) 또는 가경일(嘉慶日)은 나철이 순교한 날로 대종교의 4대 경절 가운데 하나로, 매년 음력 8월 15일이며 한국의 전통 명절인 추석과 날짜가 같다. 현재 대종교의 4대 경절로 중광절 · 어천절 · 가경절 · 개천절을 기념하고 있다.

## 개요
1916년 음력 8월 15일 나철이 황해도 구월산 삼성사에서 한배검(단군)에게 제천의식을 올린 뒤 순명삼조(殉命三條, 한배님께 제천하고, 대종교를 위하고, 한배님을 위하고, 인류를 위해 목숨을 끊는다는 내용의 유서)를 남기고 자결한 것을 기념하는 날로 대종교에서는 나철이 인간의 죄악을 대속하기 위해 순교했다고 여기며 선의식과 경하식을 올리면서 이를 기념한다.

## 같이 보기
- 중광절(重光節, 음력(1월 15일))
- 어천절(御天節, 음력(3월 15일))
- 개천절(開天節, 음력(10월 3일))

## 참고 문헌
- 『종교・신학 연구』, 대종교의 민족사적 위치, 서강대학교 종교신학연구소 이현희 저, 분도출판사(1989년판)